# IC 4546
IC 4546 је спирална галаксија у сазвјежђу Сјеверна круна која се налази на листи објеката дубоког неба у Индекс каталогу.
Деклинација објекта је + 28° 51' 7" а ректасцензија 15h 26m 58,4s. Привидна величина (магнитуда) објекта IC 4546 износи 14,5 а фотографска магнитуда 15,2. IC 4546 је још познат и под ознакама MCG 5-36-31, CGCG 165-57, PGC 55115.